# リチャード・タッカー

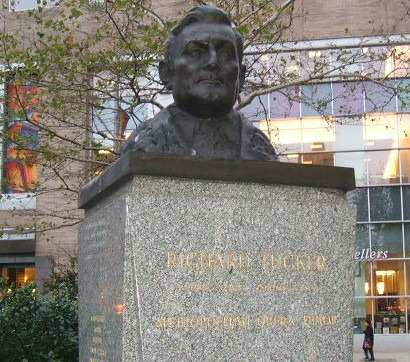
リチャード・タッカー

リチャード・タッカー（Richard Tucker, 1913年8月28日 - 1975年1月8日）は、アメリカのテノール歌手である。
ニューヨーク・ブルックリンにルーマニア系ユダヤ人の絹布地商人の子として生まれる。本名はルービン・ティッカーRubin Ticker。音楽との出会いはマンハッタンのシナゴーグであり、彼はそこでボーイ・アルトのパートを歌っていた。
成人し、はじめ家業手伝いとなったが、やがてブルックリンのシナゴーグでカントールとしての職を得る。美声のカントールの存在は地元メトロポリタン歌劇場（メト）の支配人、エドワード・ジョンソンの耳に入り、タッカーはメトとの契約に成功、1945年1月25日、ポンキエッリ『ラ・ジョコンダ』のエンツォ役でオペラ歌手としてデビューする。31歳という遅咲きのデビューであったこと、端役を経験せずいきなり大劇場の主役からスタートしたことなどは特筆すべきであろう。もっとも、第二次世界大戦中ということでヨーロッパ出身の歌手が払底気味であった幸運もそこには作用していた。
1947年にはアレーナ・ディ・ヴェローナ音楽祭で、これまた『ラ・ジョコンダ』エンツォ役でイタリア・デビューを飾る。共演のソプラノは同じくニューヨーク出身のギリシャ系歌手、マリア・カラスであり、これはカラスにとってもイタリア初舞台であった。
1950年代-60年代にはメトの中心的歌手になり、イタリア物およびフランス物の主役ばかりを歌い、その30年間のキャリア中30演目、700回以上の舞台を務め、特にヴェルディやプッチーニの有名作で活躍した。トスカニーニ指揮、NBC交響楽団演奏のオペラ全曲盤録音にもいくつか参加している。
惜しむらくは彼がヴェルディ『オテロ』表題役を演じず、またアレヴィ『ユダヤの女』エレアザール役に本拠地メトで出演しなかったことであった。特に後者は彼自身がユダヤ系ということもあり、強い共感をもっていた大役であったが、メトでの同役初舞台を控えた1975年1月8日、タッカーはリサイタルのため訪れていたミシガン州・カラマズーで急死したのだった。舞台リハーサル後、ホテルの自室に戻って休憩している際の心臓発作という。

## 逸話
- 同じく40-50年代にメトで活躍したテノール、ジャン・ピアースの妹と結婚したためピアースとは義兄弟ということになる。ピアースとタッカーは声質も異なる（タッカーの方がよりドラマティック）が、メトを主な活躍の場とするこの二人は常に互いに意識、牽制し合い、兄弟仲は決して良好ではなかったという。
- タッカーは禿頭であり、カツラを常用していた。メトのあるシーズンでのレオンカヴァッロ『道化師』で、気鋭の演出家フランコ・ゼッフィレッリは年老いた座長カニオ役にリアリティーを出すべく、有名なアリア「衣装を着けろ」で頭をかきむしりカツラがとれ、禿頭が露出する、という演出を考案した。仕方なくタッカーは自らのカツラの上に禿頭のカツラ、その上に毛髪の生えたカツラという3重の態勢で臨んだが、アリアでは熱演のあまり3つのカツラが同時に取れてしまった。事情を知らないゼッフィレッリも場内の観客もその素晴らしい演出に大満足だったという。

## 出演オペラ
- 『ラ・ジョコンダ』エンツォ[1]
- 『椿姫』アルフレード[2]
- 『ボリス・ゴドゥノフ』グリゴーリー[3]
- 『リゴレット』マントヴァ公爵[4]
- 『蝶々夫人』ピンカートン[5]
- 『ラ・ボエーム』ロドルフォ[6]
- 『仮面舞踏会』リッカルド[7]
- 『カヴァレリア・ルスティカーナ』トゥリッドゥ[8]
- 『ランメルモールのルチア』エドガルド[9]
- 『シモン・ボッカネグラ』ガブリエーレ[10]
- 『マノン・レスコー』デ・グリュー[11]
- 『トスカ』カヴァラドッシ[12]
- 『魔笛』タミーノ[13]
- 『ドン・カルロ』ドン・カルロ[14]
- 『こうもり』アルフレード[15]
- 『ファウスト』ファウスト[16]
- 『コジ・ファン・トゥッテ』フェルランド[17]
- 『カルメン』ドン・ホセ[18]
- 『運命の力』ドン・アルヴァーロ[19]
- 『アンドレア・シェニエ』アンドレア[20]
- 『ホフマン物語』ホフマン[21]
- 『エフゲニー・オネーギン』レンスキー[22]
- 『マルタ』ライオネル[23]
- 『西部の娘』ディック[24]
- 『トゥーランドット』カラフ[25]
- 『イル・トロヴァトーレ』マンリーコ[26]
- 『アイーダ』ラダメス[27]
- 『ルイザ・ミラー』ロドルフォ[28]
- 『道化師』カニオ[29]
- 『サムソンとデリラ』サムソン[30]

## ディスコグラフィ

### オペラ全曲
- 『ラ・ボエーム』（1947年、米コロムビア・レコード）ジュゼッペ・アントニチェッリ（イタリア語版）指揮メトロポリタン歌劇場管弦楽団演奏：ビドゥ・サヤン（ポルトガル語版、英語版）（ミミ）、タッカー（ロドルフォ）、フランク・ヴァレンティーノ（マルチェッロ）、ミミ・ベンゼル（英語版）（ムゼッタ）、ニコラ・モスコーナ（英語版）（コッリーネ）、サルヴァトーレ・バッカローニ（イタリア語版）（ブノワ/アルチンドロ）
- 『蝶々夫人』（1949年、米コロムビア）マックス・ルドルフ指揮メトロポリタン歌劇場管弦楽団演奏：エレノア・スティーバー（英語版）（蝶々さん）、タッカー（ピンカートン）、ジュゼッペ・ヴァルデンゴ（イタリア語版）（シャープレス）、ジーン・マデイラ（英語版）（スズキ）
- 『こうもり』（1951年、米コロムビア）ユージン・オーマンディ指揮メトロポリタン歌劇場管弦楽団演奏：チャールズ・クルマン（英語版）（アイゼンシュタイン）、リューバ・ヴェリッチュ（英語版）（ロザリンデ）、タッカー（アルフレード）、リリー・ポンス（アデーレ）、マーサ・リプトン（英語版）（オルロフスキー）※英語歌唱
- 『道化師』（1951年、米コロムビア）ファウスト・クレヴァ指揮メトロポリタン歌劇場管弦楽団演奏：タッカー（カニオ）、ルシーン・アマーラ（英語版）（ネッダ）、ジュゼッペ・ヴァルデンゴ（トニオ）
- 『コジ・ファン・トゥッテ』（1952年、米コロムビア）フリッツ・シュティードリー指揮メトロポリタン歌劇場管弦楽団演奏：エレノア・スティーバー（フィオルディリージ）、ブランシュ・シーボム（英語版）（ドラベッラ）、ロバータ・ピータース（デスピーナ）、タッカー（フェルランド）、フランク・グァレーラ（英語版）（グリエルモ）※英語歌唱
- 『カヴァレリア・ルスティカーナ』（1953年、米コロムビア）ファウスト・クレヴァ指揮メトロポリタン歌劇場管弦楽団演奏：マーガレット・ハーショウ（英語版）（サントゥッツァ）、タッカー（トゥリッドゥ）、フランク・グァレーラ（アルフィオ）、ミルドレッド・ミラー（英語版）（ローラ）、セルマ・ヴォティプカ（英語版）（ルチア）
- 『ランメルモールのルチア』（1954年、米コロムビア）ファウスト・クレヴァ指揮メトロポリタン歌劇場管弦楽団演奏：リリー・ポンス（ルチア）、タッカー（エドガルド）、フランク・グァレーラ（エンリーコ）
- 『運命の力』（1954年、英コロムビア＝EMI）トゥリオ・セラフィン指揮ミラノ・スカラ座管弦楽団演奏：マリア・カラス（レオノーラ）、タッカー（ドン・アルヴァーロ）、カルロ・タリアブーエ（イタリア語版）（ドン・カルロ）、エレーナ・ニコライ（イタリア語版）（プレツィオジッラ）、ニコラ・ロッシ＝レメーニ（修道院長）
- 『アイーダ』（1955年、英コロムビア＝EMI）トゥリオ・セラフィン指揮ミラノ・スカラ座管弦楽団演奏：マリア・カラス（アイーダ）、タッカー（ラダメス）、フェドーラ・バルビエーリ（イタリア語版）（アムネリス）、ティート・ゴッビ（アモナスロ）、ジュゼッペ・モデスティ（イタリア語版）（ラムフィス）、ニコラ・ザッカリア（エジプト王）
- 『リゴレット』（1959年、フィリップス・レコード）フランチェスコ・モリナーリ＝プラデッリ指揮サン・カルロ歌劇場管弦楽団演奏：レナート・カペッキ（イタリア語版）（リゴレット）、ジャンナ・ダンジェロ（英語版）（ジルダ）、タッカー（マントヴァ公爵）、ミリアム・ピラッツィーニ（イタリア語版）（マッダレーナ）
- 『イル・トロヴァトーレ』（1959年、RCAビクター）アルトゥーロ・バジーレ指揮ローマ歌劇場管弦楽団演奏：タッカー（マンリーコ）、レオンティン・プライス（レオノーラ）、レナード・ウォーレン（ルーナ伯爵）、ロザリンド・エリアス（アズチェーナ）、ジョルジョ・トッツィ（英語版）（フェルランド）
- 『椿姫』（1960年、RCAビクター）フェルナンド・プレヴィターリ指揮ローマ歌劇場管弦楽団演奏：アンナ・モッフォ（ヴィオレッタ）、タッカー（アルフレード）、ロバート・メリル（ジョルジョ）、ピエロ・デ・パルマ（ガストーネ）
- 『ラ・ボエーム』（1961年、RCAビクター）エーリヒ・ラインスドルフ指揮ローマ歌劇場管弦楽団演奏：タッカー（ロドルフォ）、アンナ・モッフォ（ミミ）、ロバート・メリル（マルチェッロ）、メアリー・コスタ（英語版） （ムゼッタ）、ジョルジョ・トッツィ（コッリーネ）、フェルナンド・コレーナ（ブノワ）
- 『蝶々夫人』（1962年、RCAビクター）エーリヒ・ラインスドルフ指揮RCAイタリアーナオペラ管弦楽団演奏：レオンティン・プライス（蝶々さん）、タッカー（ピンカートン）、フィリップ・マエロ（英語版）（シャープレス）、ロザリンド・エリアス（スズキ）、ピエロ・デ・パルマ（ゴロー）
- 『運命の力』（1964年、RCAビクター）トーマス・シッパーズ指揮RCAイタリアーナ管弦楽団演奏：タッカー（ドン・アルヴァーロ）、レオンティン・プライス（レオノーラ）、ロバート・メリル（ドン・カルロ）、シャーリー・ヴァーレット（英語版）（プレツィオジッラ）、ジョルジョ・トッツィ（修道院長）